# لوري براند
لوري براند (بالإنجليزية: Laurie Brand)‏ هي عالمة سياسة أمريكية، ولدت في 25 فبراير 1956.